# I've Got So Much to Give
I've Got So Much to Give е дебютният албум на американския изпълнител Бари Уайт, издаден на 27 март 1973 г. от музикалната компания „20th Century“.
Албумът съдържа 5 композиции. Страна 1 на грамофонната плоча включва: „Standing In The Shadows Of Love“ – с автори популярните като хит-мейкъри през 70-те Брайън Холанд, Ламонт Дозиер, Еди Холанд. Втората песен от страна 1 е „Bring Back My Yesterday“, която е написана от Бари Уайт съвместно с Робърт Ралф. Страна 2 на грамофонната плоча е изцяло с авторски парчета.
Албумът достига до №1 в класацията за албуми в стил R & B, както и до #16 на Billboard 200. Два сингъла от албума достигат до №1 в сингъл класацията „Billboard R & B Top Ten“ – „I'm Gonna Love You Just A Little More Baby“ и заглавната „I've Got So Much to Give“. И двата сингъла са успешни и в класацията „Billboard Hot 100“, достигайки съответно до №3 и №32.
Във Великобритания, освен тези парчета, и „I'm Gonna Love You Just A Little More Baby“ също става хит на в сингъл класацията на острова, достигайки до №23.
Първият дългосвирещ албум „I've Got So Much to Give“ показва таланта на Бари Уайт не само като изпълнител, но и като композитор, аранжор и продуцент. В известен смисъл неговият звук е напълно оформен – кадифен баритон, дълбоки бас ритми, отекващи, секси и съблазнителни, особено в „I'm Gonna Love You Just A Little More Baby“ – песента, която е последна в албума и която определя темпото за останалата част от кариерата на Бари Уайт.